# Eduardo Gómez (poeta)
Eduardo Gómez Patarroyo (Miraflores, 1932-Bogotá, 19 de agosto de 2022) fue un escritor y poeta colombiano.

## Biografía
Nació en Miraflores, Boyacá, en 1932. Estudió Derecho en Bogotá, fue líder estudiantil en el movimiento contra el gobierno de Gustavo Rojas Pinilla, después de la masacre de estudiantes de Bogotá en 1954, y cofundador de la Federación de Estudiantes Colombianos (FEC).
Se especializó durante seis años en Literatura y Dramaturgia en Alemania, en Leipzig y Berlín, donde permaneció un año como asistente de dirección en el teatro Berliner Ensemble (teatro fundado por Brecht). Trabajó como colaborador cultural para América Latina en la emisora de la Deutsche Welle (Berlín Occidental).
Dirigió la sección de Publicaciones de COLCULTURA con Gloria Zea como directora.. Fue coordinador de la oficina de publicaciones y de la revista ”Razón y Fábula” de la Universidad de Los Andes y cofundador, junto con Pedro Gómez Valderrama y Arturo Alape, de la Unión Nacional de Escritores (UNEC) de la cual fue vicepresidente. Durante 40 años fue profesor de literatura europea en la Universidad de Los Andes (cátedras sobre poesía alemana, teatro clásico griego, autores como Hölderlin, Thomas Mann, Goethe, Proust, Baudelaire, Rimbaud, Verlaine, Kafka, Sartre, García Lorca) y lo fue de las universidades: Javeriana, ENAD, Pedagógica y Nacional. Durante siete años, dirigió la revista “Texto y Contexto” de la Universidad de Los Andes.
A finales de los años 70, viajó a la ciudad de Nueva York como delegado de Colombia a un Encuentro de Teatro de las Américas. Fue crítico de teatro del periódico El Tiempo.

## Obras
Poesía
- “Restauración de la palabra” 1969
- “El continente de los muertos” 1975
- “Movimientos sinfónicos” 1980
- ”El viajero innumerable” 1985
- “Historia baladesca de un poeta” 1989
- “Las claves secretas” 1998
- “Faro de luna y sol” 2002
- "La noche casi aurora" 2012
- "Epifanía del hombre natural" 2018

Algunas antologías
- "Ciudad antes del alba" Editorial de la Universidad de los Andes 2015
- "La ciudad delirante" Trafo Verlag Berlín 2006
- "Stadt im Fieber" Trafo Verlag Berlín 2007
- "Antología Poética" Libros de La Frontera Barcelona 2000
- "Antología crítica de la poesía colombiana 1874 - 1974 Tomo II Biblioteca del Centenario del Banco de Colombia Bogotá 1974
- "Poesía colombiana" Antología 1931 - 2005 Universidad Autónoma de México y Fundación Literaria Común Presencia México 2006
- "Tres siglos y medio de Poesía Colombiana" Secretaría Ejecutiva Permanente del Convenio 'Andrés Bello' Bogotá 1980
- "Antología Círculo de la poesía colombiana" Círculo de lectores S.A. Bogotá, 1989
- Antología Revista de poesía Prometeo n.º 81 y 82, Festival Internacional de Poesía de Medellín, 2008.
- Antología de Literatura Colombiana Centro Guadalajara de PEN internacional, Guadalajara, 2008.

Además figura en cerca de 24 antologías más, y varios poemas suyos han sido traducidos al alemán, al inglés, al yugoslavo, al italiano y al francés.
Ensayo
- “Ensayos de crítica interpretativa -T.Mann, M.Proust, F. Kafka, Goethe y ensayo sobre la función estética y social de la poesía - segunda edición aumentada" Universidad de los Andes 2006
- “Reflexiones y esbozos - Poesía, Teatro y Crítica en Colombia”, Colección Literaria Volumen 39, Fundación Simón y Lola Guberek (1991)
- Memorias críticas de un estudiante de humanidades en Alemania Socialista & Zuleta: el amigo y el maestro Editorial de la Universidad de los Andes (2011)
- El viajero que nunca llega y otros ensayos Editorial de la Universidad de los Andes (2017)

Ensayos suyos han sido publicados en los siguientes libros colectivos:
- "Materiales para una historia del teatro en Colombia" Biblioteca Básica Colombiana Volumen 33 COLCULTURA Bogotá 1978. Cinco ensayos, entre los que se destaca: "Notas sobre el surgimiento del teatro moderno en Colombia"
- "Valoración múltiple sobre León de Greiff Ediciones Fundación Universidad Central y Casa de las Américas Bogotá y La Habana 1995. Ensayo titulado: "León de Greiff: el lírico contra la lírica tradicional""
- "Lecturas compartidas" Alcaldía Mayor de Bogotá Instituto Distrital de Cultura y Turismo Bogotá 2001. El ensayo: "Aspectos y tendencias fundamentales en el estudio de la obra de Thomas Mann"

Ha publicado además, varios ensayos y numerosos artículos en revistas y periódicos de Colombia y Europa, entre los que se destacan:
- "Relación entre vida y poesía en José Asunción Silva" en la revista Texto y Contexto n.º 14 de la Universidad de los Andes Bogotá mayo - agosto de 1988
- "Colombianos en la historia" "Leon de Greiff por Eduardo Gómez" Año 1 n.º 1 Bogotá, Ediciones Baal.
- "Zuleta: el amigo y el maestro" en Revista Al Margen n.º 23, Medellín, septiembre de 2007.
- "Barba Jacob: el viajero que nunca llega" en Revista CEPA n.º 10, Bogotá, marzo - mayo de 2010.
- "Dialéctica entre teatro y cine" en Revista PLANOS n.º 1, Tunja, 1997.
- "Anotaciones sobre la religiosidad supersticiosa" en Revista Mefisto n.º 66, Pereira, 2010.
- "Observaciones críticas sobre la función estética y social de la poesía" en "Memorias" Tomo I, Ponencias, Segundo Congreso de Poesía en lengua española desde la perspectiva del siglo XXI, Instituto Caro y Cuervo, Bogotá, 2003.
- "Infancia e iniciación" en "Magazín Dominical" n.º 732 El Espectador. Bogotá, 25 de mayo de 1997.
- "La 'siempreviva': comienzo de una auténtica madurez en "Magazín Dominical" n.º 701 El Espectador. Bogotá, 20 de octubre de 1996.
- Prólogo al libro "Carrera de la vida" de Arturo Camacho Ramírez. Colección Autores Nacionales, del Instituto Colombiano de Cultura. Bogotá, mayo de 1976.

Narrativa
- "Elsa y los fantasmas" en la revista Texto y Contexto n.º 31 de la Universidad de los Andes Bogotá abril - julio de 1997
- "Sociabilidad tardía" en la revista Texto y Contexto n.º 33 de la Universidad de los Andes Bogotá Noviembre - diciembre de 1997
- "Las estaciones de un día" en la revista Texto y Contexto n.º 23 de la Universidad de los Andes
- "Las estaciones de un día II" en la revista Texto y Contexto n.º 26 de la Universidad de los Andes Bogotá enero - abril de 1995

Novela
- "La búsqueda insaciable. Tomo I" Editorial Común Presencia (2013)
- "La búsqueda insaciable, el regreso. Tomo II" Editorial Proyecto Ediciones (2020)

## Distinciones
- "Hoja de roble concedida por la Gobernación de Boyacá 'por toda una vida de consagración a las artes'"
- "Miembro Honorífico del Centro de Estudios Estanislao Zuleta (CEEZ), Medellín, 5 de junio de 2017"
- "Miembro Honorario de la Corporación Cultural Estanislao Zuleta, Medellín, 3 de febrero de 2015"
- "Homenaje a Eduardo Gómez - 43 años de docencia en la Universidad de los Andes, 31 de agosto de 2016"
- "Decreto de Honores de la Alcaldía, del Concejo Municipal y del Colegio Sergio Camargo de Miraflores, su ciudad natal, 17 de noviembre de 2017"
- "Resolución de Honores del 16 de noviembre de 2017 otorgado por la Academia Boyacense de Historia"
- "Homenaje a la vida y obra" realizado en Sogamoso e Iza en el 2018.